# Temple Chevallier

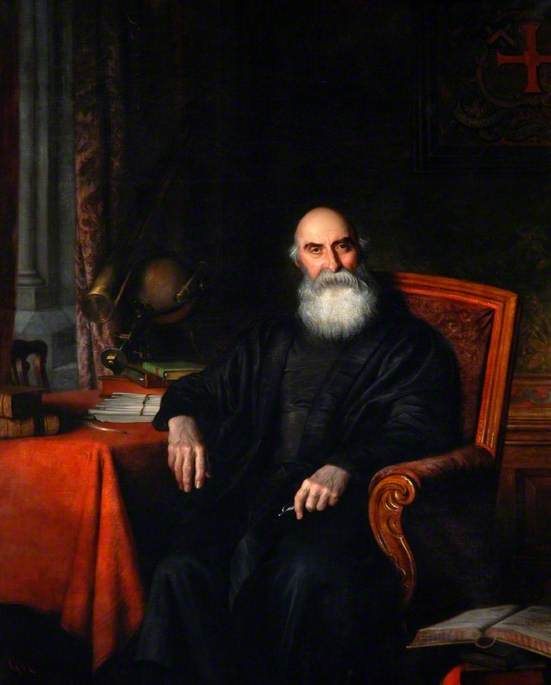
El Reverendo Temple Chevallier (1794-1873), por Charles West Cope (1811-1890) (Universidad de Durham)

Temple Chevallier (Badingham, Suffolk; 19 de octubre de 1794 - Harrow Weald; 4 de noviembre de 1873) fue clérigo y matemático; el primer astrónomo británico en realizar observaciones sistemáticas de las manchas solares.

## Biografía
Fue educado en el Pembroke College de la Universidad de Cambridge, ordenándose clérigo en 1818, y siendo nombrado miembro de Pembroke un año más tarde. También fue nombrado miembro y tutor de Catharine Hall (Saint Catharine College, Cambridge) en 1820 y profesor Hulseano de 1826 a 1827.
Sus clases fueron publicadas con el título "Of the proofs of the divine power and wisdom derived from the study of astronomy" (De las pruebas del poder divino y la cordura derivada del estudio de astronomía) en 1835.
Ese mismo año, la recién fundada Universidad de Durham le ofreció el cargo de profesor de astronomía, manteniendo la cátedra de matemáticas y astronomía durante treinta años (1841–1871). También trabajó como lector de hebreo entre 1835 y 1871.
Fue uno de los principales promotores del establecimiento del Observatorio Universitario de Durham (1839), donde desempeñó el cargo de director durante treinta años, realizando observaciones importantes acerca de las lunas de Júpiter, así como observaciones meteorológicas regulares. Desde 1835 hasta su muerte también ofició como Sacerdote Parroquial perpetuo en Esh, en las afueras de Durham, donde fundó la escuela del pueblo y restauró la iglesia.
Tras su dimisión en 1871 de sus cargos académicos a consecuencia de un derrame cerebral, murió el 4 de noviembre de 1873.

## Realizaciones
Entre 1847 y 1849 realizó importantes observaciones con respecto a las manchas solares, siendo el primer astrónomo británico que instituyó la observación regular y continua de las citadas manchas solares. No solo escribió numerosos artículos sobre astronomía y física, también publicó una traducción de los Padres Apostólicos que fue reeditada, y tradujo los trabajos de Clemente de Alejandría, Policarpo de Esmirna e Ignacio de Antioquía.

## Familia
Chevallier se casó en 1825 con Catherine Wheelwright, hija de un colono americano leal a Gran Bretaña. Su mujer murió en 1858. Tuvo tres hijos: Catherine, Alicia y Temple (que murió cuando era niño).

## Reconocimientos
- Se la ha denominado como "un notable polímata victoriano" (Kenworthy, 1994).
- Su imagen figura en un friso de la Capilla de los Nueve Altares de la de la Catedral de Durham, y está retratado en la Sala Grande del Castillo de Durham (Colegio Universitario, Durham) como un hombre grande e imponente, con una barba espesa.
- El cráter lunar Chevallier lleva este nombre en su memoria.

## Lecturas relacionadas
- «Archives Collection: Temple Chevallier». University of Liverpool. 16 de noviembre de 1999.University of Liverpool. 16 de noviembre de 1999.
- Kenworthy, J.M., 1994, "The Durham University Observatory meteorological record," Observatories and Climatological Research, Occasional Publication, no. 29, Department of Geography, University of Dunham.
- Kenworth, J.M. and Lowes, M.D., 1993, "The Chevalier family: their contribution to meteorology in the north-east of England," Weather, 48 (2), 51-6.
- Clive Hodges: Cobbold & Kin: Life Stories from an East Anglian Family (Woodbridge, Boydell Press, 2014) ISBN 9781843839545

- Datos: Q2990289
- Multimedia: Temple Chevallier / Q2990289